# Edmond Bartissol
Edmond Bartissol (Portèl, Aude, 20 de desembre de 1841 - París, 16 d'agost de 1916) fou un enginyer i polític francès, diputat a l'Assemblea Nacional Francesa.

## Biografia
Enginyer d'obres públiques, participà en les obres del Canal de Suez en 1866, però va tornar a França per lluitar amb la Guàrdia Nacional en la guerra francoprussiana. En 1874 participà en la construcció de ferrocarrils a Espanya i Portugal i en la construcció del metro de Lisboa, raó pel que fou nomenat comanador de l'Orde de Crist i de l'Orde de la Immaculada Concepció de Vila Viçosa. En 1887 també va rebre la Legió d'Honor francesa.
Establert a Ceret, fou elegit diputat dels republicans progressistes a les eleccions a l'Assemblea Nacional de 1889. En les de 1893, però, fou batut per Juli Pams i Vallarino. En 1898 es va presentar pel departament d'Aude, però l'elecció fou anul·lada. Després de ser elegit alcalde de Fleury-Mérogis, tornà a ser elegit diputat pels Pirineus Orientals a les eleccions de 1902. Va mantenir l'escó fins a 1910, quan fou derrotat per Frederic Manaut.
En 1904 va crear un vi dolç natural que porta el seu nom, el Bartissol.